# Wilhelm Scholz (Schriftsteller)
Wilhelm Scholz (* 19. November 1863 in Königslutter am Elm; † 30. November 1939 in Braunschweig) war ein deutscher Schriftsteller, Antiquar und Redakteur.

## Leben und Werk
Scholz entstammte einer Juristenfamilie und besuchte zunächst die Große Schule in Wolfenbüttel und anschließend das Martino-Katharineum in Braunschweig. Seine Berufsausbildung zum Buchhändler erhielt er in Frankfurt und Leipzig. Wieder zurück in Braunschweig, eröffnete er 1895 in der Ehrenbrechtstraße 4, in der Nähe des Staatstheaters, eine Buchhandlung mit angeschlossenem Antiquariat.
Scholz war während seiner Tätigkeit als Buchhändler auch als Autor lokalhistorischer Romane erfolgreich. Darüber hinaus schrieb er über Jahre hinweg allwöchentlich anonym Artikel für eine Rubrik im „Braunschweiger Allgemeinen Anzeiger“, die „Pfeffernüsse“ überschrieben war und Ereignisse in der Stadt karikierte, kritisierte und kolportierte. Des Weiteren arbeitete er einige Jahre als Schriftleiter der Zeitschrift „Handwerksbote“ und war Herausgeber des „Braunschweiger Jugendkalenders“.

### Familie
30-jährig wurde Scholz die Tochter Hildegard (* 23. Januar 1894 in Leipzig; † 6. Dezember 1991 in Braunschweig) geboren, die bis 1913 die Braunschweiger Kunstgewerbeschule (spätere HBK) und anschließend die Berliner Königliche Kunstschule besuchte. Nachdem sie drei Jahrzehnte als Kunsterzieherin für junge Frauen und Mädchen in einer Bildungsanstalt und Heimschule in Droyßig bei Zeitz (Droyßiger Anstalten) tätig war und viele Reisen, besonders nach Paris, unternommen hatte, kehrte sie nach Braunschweig zurück. Dort malte und lebte sie als freischaffende Künstlerin und war bis ins hohe Alter als Mitglied des BBK tätig, an dessen Ausstellungen sie sich beteiligte. Von ihr ist auch eine Kreidezeichnung ihres Vaters überliefert.

### Freund Wilhelm Raabes und Kleiderseller
Scholz verband eine enge, anderthalb Jahrzehnte währende, Freundschaft mit dem ebenfalls in Braunschweig lebenden Schriftsteller Wilhelm Raabe. Wie Raabe, gehörte auch Scholz einer gesellschaftlichen Vereinigung an, die sich die Ehrlichen Kleiderseller zu Braunschweig nannte. Die Freundschaft währte bis zu Raabes Tod 1910. 1912 veröffentlichte Scholz sein Buch „Fünfzehn Jahre mit Wilhelm Raabe. Ein Beitrag zur Charakteristik des Dichters“, in dem er die gemeinsame Zeit und seine Eindrücke schilderte.

### Antiquariat Scholz

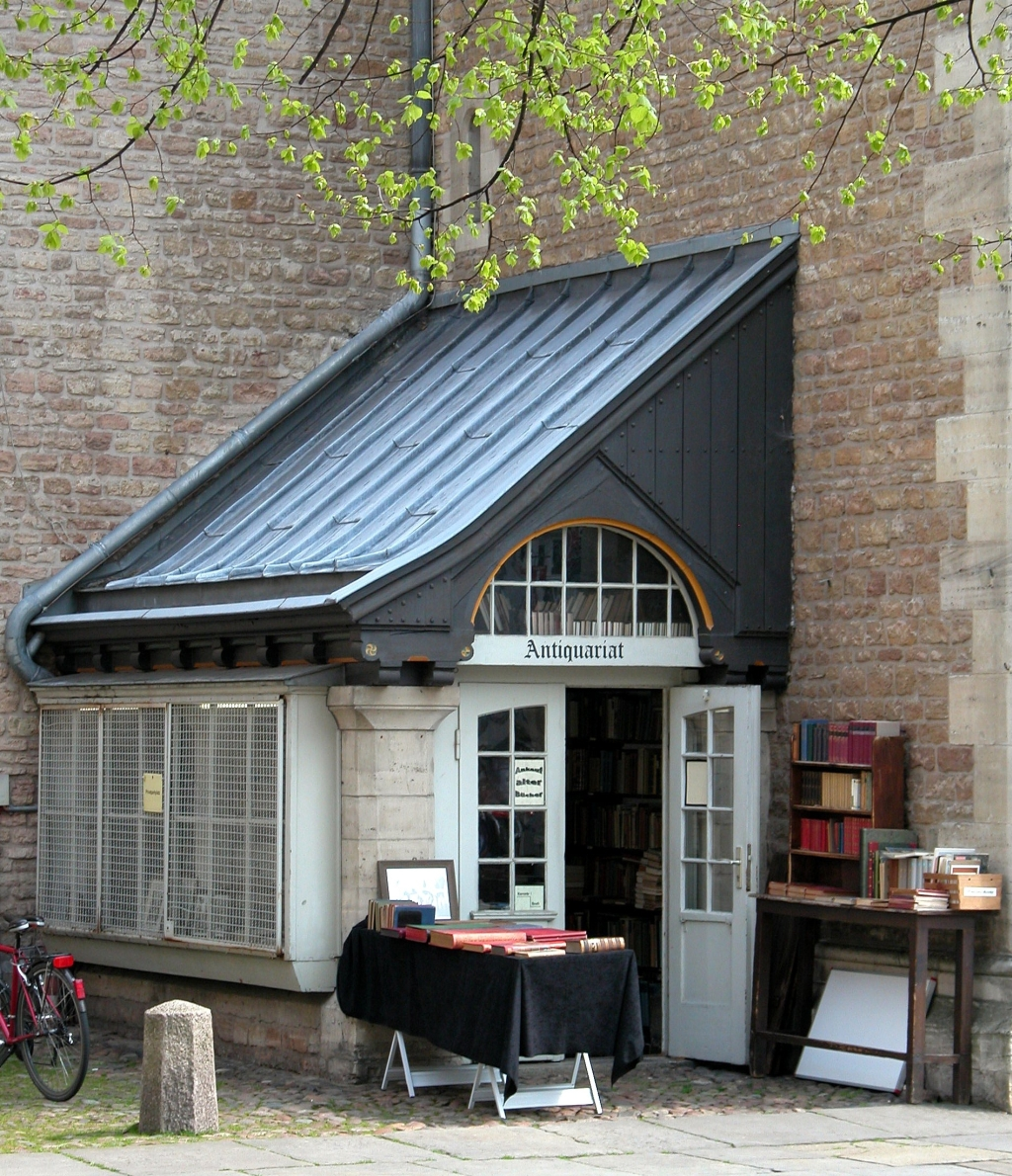
Das ehemalige „Antiquariat Scholz“ an seinem heutigen Standort.

Im Jahre 1930 verkaufte Scholz sein Geschäft an seinen Mitarbeiter Bernhard Schütte (1902–1992), der es bis zur Zerstörung im Zweiten Weltkrieg unter demselben Namen fortführte. Nach einiger Zeit der Ungewissheit erhielt Schütte vom braunschweigischen Landeskonservator Kurt Seeleke das Angebot, das alte Antiquariat als Antiquariat Scholz Buchhandlung auf der Westseite des Haupteingangs zur Burg Dankwarderode neu zu errichten, wo es sich noch heute befindet und mit seinen knapp 8 m² Grundfläche das kleinste Antiquariat Deutschlands ist.

## Werke
- 1907: Student und Tischler. Wie ein jungfahrend Blut bei einer braunschweigischen Prinzessin zu Gnaden kam.
- 1908: Die Klostertante. Eine Erzählung aus dem Leben und vom Tode. gewidmet Dem Ehrenbürger der Stadt Braunschweig Dr. h. c. Wilhelm Raabe.
- 1909: Bardenwerper. Eine Geschichte von deutscher Treue und Herzeleid, darüber bald 300 Jahre verflossen. Scholz’ umfangreichstes Werk[7] schildert anhand der Hauptfigur Hennig Bardenwerper das Leben zu Zeiten des „tollen Halberstädters“.
- 1909: Das Ende Schills und seiner Getreuen. erschien zum 100. Jahrestag der Hinrichtung Ferdinand von Schills und seiner Offiziere in Braunschweig auf dem Leonhardplatz.
- 1910: Unter dem Fanal. Schilderung Herzog Karl II. und der Braunschweiger Revolution von 1830.
- 1911: Ein Morgenspaziergang durch Braunschweig am Auctorstage oder am 20.08.1401. (der Heilige Auctor ist der Stadtpatron Braunschweigs und der 20. August sein Gedenktag).
- 1912: Um Quedenfeld. spielt im 18. Jahrhundert teilweise in Wolfenbüttel.
- 1912: Fünfzehn Jahre mit Wilhelm Raabe. Ein Beitrag zur Charakteristik des Dichters.